# Apotomis deceptana
Apotomis deceptana es una especie de polilla del género Apotomis, tribu Olethreutini, familia Tortricidae. Fue descrita científicamente por Kearfott en 1905.
Se distribuye por América del Norte: Canadá, en la provincia de Manitoba.